# Planeta Paulina (especial de televisión)
Planeta Paulina es el nombre de un especial de Televisa para la televisión protagonizada por Paulina Rubio en 1997.

## Información
Después de 4 años del último especial de Televisión que protagonizó un cantante que fue Thalia en 1993 con LOVE y otras fantasías Televisa junto con el productor Luis de Llano deciden realizar un especial de Televisión donde muestra la realidad del planeta tierra para eso se eligió a Paulina Rubio y su álbum Planeta Paulina.

## Lista
A continuación hay una lista con todas las canciones que aparecieron en el especial.

### Introducción
Unos hombres están destruyendo la tierra pero ellos ven que hay niños sueltos y quieren capturarlos y les disparan y en ese momento llega Paulina en su nave para cuidarlos.
Los niños se suben a la nave y Paulina les cuenta como era antes la tierra.

### Miel y Sal
Cuando Paulina entra a su nave dice:
"Hace muchos años cuando las guerras el hambre y la contaminación no existían el agua curria libremente el cielo era azul la tierra verde en aquel entonces los niños como ustedes vivían en contacto con la naturaleza entre el cielo y la tierra humanos y animales entre Miel y Sal".
En el video se ve a una chica buscando a una tribu de niños.

### Una Historia Más
Se muestran imágenes del Tiempo en el espacio y de las guerras y Paulina dice:
"" He viajado del espacio y tiempo hasta lo que fue y nunca más será después de que el hombre transformará la tierra en su hogar el ser humano como taza cósmica comenzó a enfermar a la guerra el hambre y a las sequías sin fin la más triste y solitaria enfermedad escribo esta canción pensando en aquellos que han caído y algo que nunca ha a debido sido nunca ""
Se muestra a Paulina haciendo cosas cotidianas como escribir en su diario dar una caminata y más.

### Enamorada
Paulina canta en la noche con antorchas afuera de su nave con atuendo blanco y con un micrófono canta la historia de una chica traicionada pero enamorada.

### Siempre tuya desde la raíz
El vídeo es del sencillo del mismo nombre se ve a Paulina bailando Dance y a gemelas bailando con ella.

### Tu y Yo
El vídeo muestra a Paulina echada en una cama esperando a una pareja recién casada la letra habla de los miles de cosas entre tú y yo.

### Solo por ti
El vídeo fue estrenado en el especial como sencillo oficial.
Paulina está en el campo cantando la canción aparecen escenas en blanco y negro.La letra habla de una chica que encontró a su novio ideal y que solo por el haría cualquier cosa y Paulina dice:
"" Este es mi planeta un planeta que quiero compartir contigo porqué estoy enamorada de ti ""

### Sueño de Cristal
Se muestra en el video a Paulina bailando rodeada de computadoras destrozadas y luego el encontramiento de un grupo de chicas y otro de chicos la cual todos se enamoran y Paulina nadando.

### Miedo
"" Y los niños? ""
En el video los niños van armados y dispuestos a arruinar el plan de los hombres malos y Paulina baila con un atuendo que enciende luz con bailarines pero los niños son atrapados.

### Despiertate
Paulina está bailando energéticamente y se ve a una Paulina con ropa francesa y se ve en el fondo el Planeta.
Y al final de la canción Paulina habla en el escenario de Miel y Sal y dice : 
"" Esto fue parte de nuestra imaginación pero no está lejos de ser una gran realidad nuestro Planeta está en peligro y hay que cuidarlo Bienvenidos al Planeta Paulina y Bienvenidos a una nueva era "". y aparecen los créditos.